# سلیم‌خان ایزدی
میرزا سلیم‌ خان ایزدی (درگذشته آذر ۱۳۱۸) روزنامه‌نگار و نخستین نماینده ارسباران (اهر و ورزقان) در مجالس قانونگذاری ایران بود. 
میرزا سلیم خان در عرصه مطبوعات فعالیت داشت و روزنامه کشاورزی را منتشر می‌کرد.  در دوران استبداد صغیر نیز رئیس راه گیلان بود.  در سال ۱۳۰۲ خورشیدی به نمایندگی اهر و قراچه‌داغ (ارسباران) در مجلس شورای ملی انتخاب شد (دوره پنجم). این حوزه انتخابیه پیش از آن وجود نداشت و سلیم خان نخستین کسی بود که بر کرسی نمایندگی این حوزه در مجلس تکیه زد. در همین دوره از مجلس بود که نمایندگان با تصویب ماده واحده‌ای در نهم آبان ۱۳۰۴ سلطنت دودمان قاجار را برچیدند و قدرت را به رضا خان پهلوی انتقال دادند. ایزدی به این ماده واحده رأی مثبت داد و در آذر ۱۳۰۴ به عنوان نماینده سیستان در مجلس مؤسسان نخست ایران حضور یافت که با تغییراتی در قانون اساسی به سلطنت پهلوی رسمیت بخشیدند. 
در نخستین دوره مجلس شورای ملی که پس از به پادشاهی رسیدن رضا شاه تشکیل شد (دوره ششم) سلیم خان ایزدی حضور نداشت اما در دوره بعد در سال ۱۳۰۷ بار دیگر به مجلس بازگشت و تا سال ۱۳۱۴ در دوره‌های هفتم تا نهم بار دیگر نماینده اهر و قراچه‌داغ بود. از دوره‌های دهم تا دوازدهم نیز نمایندگی نطنز و کاشان را بر عهده داشت و در روزهای آغازین مجلس دوازدهم درگذشت.